# 夏家庄镇
夏家庄镇是中国山东省淄博市博山区下辖的一个镇。

## 行政区划
夏家庄镇下辖安上社区、后峪社区、良庄社区、五龙社区、窝疃社区、夏家庄社区、珑山社区。